# Mirhipipteryx columbiana
Mirhipipteryx columbiana är en insektsart som först beskrevs av Günther, K.K. 1963.  Mirhipipteryx columbiana ingår i släktet Mirhipipteryx och familjen Ripipterygidae.

## Underarter
Arten delas in i följande underarter:
- M. c. columbiana
- M. c. tenaensis